# Milton Delugg
Milton Delugg est un compositeur et acteur américain, né le 2 décembre 1918 à Los Angeles (Californie), et mort le 6 avril 2015 .

## Filmographie

### Comme compositeur
- 1964 : Only One New York
- 1964 : Le Père Noël contre les Martiens (Santa Claus Conquers the Martians)
- 1965 : Gariba no uchu ryoko
- 1976 : The Gong Show (série télévisée)
- 1977 : The Chuck Barris Rah-Rah Show (série télévisée)
- 1980 : Camouflage (série télévisée)
- 1980 : The Gong Show Movie
- 1981 : Treasure Hunt (série télévisée)
- 1982 : Two Top Bananas (TV)
- 1984 : The New Newlywed Game (série télévisée)
- 2001 : Amin Jensen: Stort (vidéo)
- 2003 : Macy's Thanksgiving Day Parade (TV)
- 2004 : Macy's Thanksgiving Day Parade (TV)

### comme acteur
- 1951 : Seven at Eleven (série télévisée)
- 1951 : Doodles Weaver (série télévisée) : Conductor
- 1952 : Dagmar's Canteen (série télévisée)
- 1953 : The Bill Cullen Show (série télévisée) : Bandleader / Regular
- 1980 : The Gong Show Movie : The Hollywood Cowboys